# クルクル
『クルクル』は、e-girlsの7作目のシングル曲。2013年11月20日にrhythm zoneより発売された。

## 概要
「CD+DVD」「CD」「ワンコインCD」「ミュージックカード(全29種）」の32形態で発売。
10月8日に新曲が発売されることが10月18日に発表、11月1日に「制服ダンス〜クルクル〜」を公開。
DVDには前々作『CANDY SMILE』同様、曲が始まる前にHappinessとFlowerのパフォーマーと生田梨沙、渡邉真梨奈による「制服ダンス」が披露されている。
2013年12月2日付オリコン週間シングルチャートで初登場2位を記録した。10週連続でチャートインし、E-girlsのシングルでは2番目に売り上げが高い作品となった。

## 参加メンバー
- Dream：Shizuka・Ami
- Happiness：SAYAKA・楓・藤井夏恋・YURINO・須田アンナ
- Flower：藤井萩花・重留真波・中島美央・鷲尾伶菜・坂東希・佐藤晴美
- 武部柚那・武田杏香・石井杏奈・山口乃々華・生田梨沙

## 収録曲

### CD
1. クルクル – 3:54
作詞：Jam9・Yu Shimoji、作曲：Jam9・ArmySlick
  - ボーカルはDreamのAmi・Shizuka、Happinessの藤井夏恋、Flowerの鷲尾伶菜
  - テレビ朝日系『お願い!ランキング』2013年11月度エンディングテーマ[6]
  - UHA味覚糖「e-maのど飴」CMソング[7]
  - ABC-MART「ボアコレクション」CMソング
2. サヨナラ – 3:44
作詞：Masato Odake、作曲：横野康平・ULO
  - ボーカルはDreamのShizuka、Flowerの鷲尾伶菜
3. Winter Love 〜愛の贈り物〜 – 3:50
作詞：Dr. Queen B・Emyli、作曲：Dr. Queen B
  - ボーカルはDreamのShizuka・Aya・Ami・Erie、Happinessの藤井夏恋・杉枝真結・川本璃、Flowerの鷲尾伶菜・武藤千春・市來杏香
4. I Heard A Rumour 〜ウワサWassap!〜 – 3:38
作詞・作曲：Matthew James Aitken・Sarah Elizabeth Dallin・Siobhan Fahey・Alan Peter Waterman・Keren Jane Woodward・Mike Stock、日本語詞：Shoko Fujibayashi
  - バナナラマの同名曲「I Heard a Rumour」をカバー。
  - ボーカルは「Winter Love 〜愛の贈り物〜」と同一。
5. クルクル (Instrumental)
6. サヨナラ (Instrumental)
7. Winter Love 〜愛の贈り物〜 (Instrumental)
8. I Heard A Rumour 〜ウワサWassap!〜 (Instrumental)

### CD+DVD
CD
1. クルクル
2. サヨナラ
3. Winter Love 〜愛の贈り物〜
4. I Heard A Rumour 〜ウワサWassap!〜
5. クルクル (Instrumental)

DVD
1. クルクル (Video Clip)
2. Follow Me (Making Clip)